# San Blas, Guerrero
San Blas är en ort i Mexiko.   Den ligger i kommunen Cutzamala de Pinzón och delstaten Guerrero, i den södra delen av landet, 190 km sydväst om huvudstaden Mexico City. San Blas ligger 267 meter över havet och antalet invånare är 118.
Terrängen runt San Blas är kuperad österut, men västerut är den platt. Runt San Blas är det ganska tätbefolkat, med 129 invånare per kvadratkilometer. Närmaste större samhälle är Ciudad Altamirano, 11,9 km sydväst om San Blas. Omgivningarna runt San Blas är en mosaik av jordbruksmark och naturlig växtlighet.